# Негован
Негован (болг. Негован) — село в Болгарии. Находится в Городской области Софии, входит в общину Столична. Население составляет 2 075 человек.

## Политическая ситуация
В местном кметстве Негован, в состав которого входит Негован, должность кмета (старосты) исполняет Валентин Павлов.
Кмет (мэр) общины Столична — Йорданка Фандакова (Граждане за европейское развитие Болгарии (ГЕРБ)) по результатам выборов в правление общины.